# Addici
Addici är ett svenskt företag inom facility management/företagsservice.
Bolaget ägs idag sedan 2013 av Coor och har cirka 1 400 anställda i Sverige, Norge, Danmark och Finland.
- Facility verksamheten ingår idag i Coors verksamhet.
- Security leveranser med väktare, ordningsvakter, och skyddsvakter bedrivs fortsatt med varumärket Addici i doterbolaget Addici Security AB

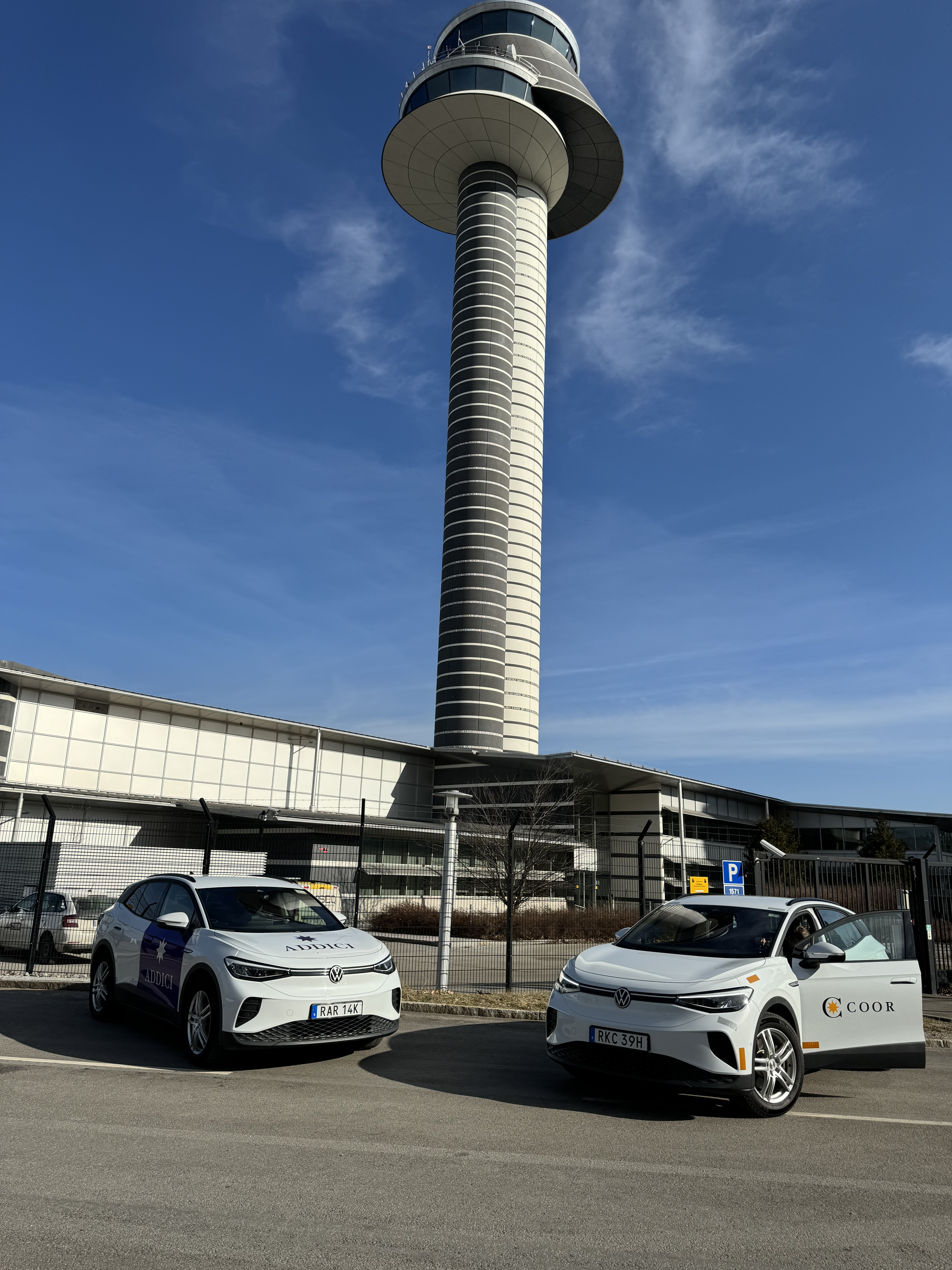